# الذكريات الصغيرة
الذكريات الصغيرة (As Pequenas Memórias) هي عمل أدبي للكاتب البرتغالي جوزيه ساراماغو، نُشر لأول مرة عام 2006. ترجمها إلى العربية أحمد عبد اللطيف عن دار النشر الجمل والهيأة هذا الكتاب سيرة ذاتية غير تقليدية ، حيث لا يلتزم فيه بالتسلسل الزمني الصارم، بل يعرض شذرات من حياته المبكرة، تغطي الفترة ما بين الرابعة والخامسة عشرة من عمره، من دون أن يُركّز على شخصية "الكاتب" المشهور، بل على "الإنسان" وسُبل فهمه للعالم.
رغم أن الهدف الأساسي من الكتاب لا يتمثل في إنتاج أدب خالص، إلا أن "الذكريات الصغيرة" تتضمن ملامح أولى وأصولًا سردية ظهرت لاحقًا في العديد من رواياته، مثل "جميع الأسماء" (Todos os Nomes, 1997)، حيث تتجلى قيمة البحث الوجودي، كما في سعيه الحثيث لمعرفة تاريخ وفاة شقيقه.
كتب ساراماغو هذه السيرة الذاتية وهو في سن الرابعة والثمانين، بعد مسيرة أدبية حافلة انشغل فيها بالرموز الدينية والتاريخية والخيال الفلسفي، كما في أعماله المستلهمة من الكهوف، والأرشيفات، والإنجيل. لكن في هذا العمل، اختار العودة إلى جذوره، إلى الطفولة الأولى، ليقدّم شهادة حميمة لا عن الكاتب، بل عن الطفل الذي كانه، وعن نظرته البسيطة والعميقة في آن واحد إلى العالم.

## ملخص الرواية
يتحدث جوزيه ساراماغو في الذكريات الصغيرة عن طفولته التي اتسمت بالبساطة والمعاناة، حيث يستعيد صورة والدته في نهاية الشتاء وهي تضطر إلى رهن الأغطية المنزلية لتتمكن من استرجاعها عند بداية موجات البرد الأولى. ويصف ظروف أسرته بأنها متواضعة للغاية، إذ كان والده، الذي عمل شرطيًا في لشبونة، مضطرًا دومًا إلى تقاسم غرف السكن أو تأجير أجزاء منها، نظرًا لضيق الحال. يصرّح ساراماغو: "كانت عائلتي شديدة التواضع. لم يكن كون والدي موظفًا حكوميًا يعني أنه يحصل على راتب جيد (...) حتى بلغت الرابعة عشرة من عمري، لم نكن نملك شقة صغيرة نعيش فيها نحن الثلاثة."
أما عن والدته، فيشير إلى أنها "عانت كثيرًا"، وربما اختارت ألا تتعلّق بابنها الحي بشدة، خشية أن تعيش ألم الفقد مجددًا، بعد أن فقدت طفلًا سابقًا. وخلال مقابلة أجراها مع مجلة Entre Livros، كشف ساراماغو عن واقعة لم يدرجها في كتابه، عندما قالت له والدته إنه كان "صبيًا جميلًا للغاية، وردي الوجه، وطيب القلب"، الأمر الذي أثار فيه شعورًا بالألم، لأنه كان يرى نفسه في تلك الفترة طفلًا "حزينًا وشاحبًا". كما أشار إلى أنه كان يطلب من والدته قبلة مرارًا، وكان عليها أن تتردد قبل أن تعطيه إياها، وإن فعلت، فكانت القبلة "سريعة وجافة"، على حد وصفه.
ويتناول ساراماغو في مذكراته أيضًا تأثير والده عليه، حيث يقول إن حياة والده في المدينة، "من حيث العمل والسلوك الشخصي، بما في ذلك السلوك الجنسي"، جعلت أجواء المنزل غير صحية أو مستقرة. أما عن جديه، فقد وصفهما بأنهما "طيبان جدًا، لكن بسيطان للغاية"، مشيرًا إلى أنهما كانا فلاحين أميين.
ويروي عن جده – الذي يشغل مكانة خاصة في الكتاب – بأنه كان أشبه بـ"فيلسوف"، لأنه رآه شخصية متسامية، طويلة القامة وشامخة، ويشعر بأنه يشبهه كثيرًا. ويذكر مشهدًا مؤثرًا حين شعر الجد بدنو أجله، فودّع أشجار المزرعة التي عاش فيها، واحدًا تلو الآخر، محتضنًا إياها وهو يبكي، في لحظة وداع مؤثرة تُجسد الارتباط العميق بالأرض والطبيعة.